# Georg Gailer
Georg „Butzi“ Gailer (* 14. August 1971 in Garmisch-Partenkirchen) ist ein ehemaliger deutscher Eishockeyspieler, der während seiner Karriere unter anderem für den EC Hedos München und die Moskitos Essen in der Bundesliga beziehungsweise in der Deutschen Eishockey Liga (DEL) aktiv war.

## Karriere

### Als Spieler
Gailer begann seine Karriere im Jahr 1989 beim ECD Sauerland, mit dem er damals in der zweithöchsten deutschen Spielklasse, der 2. Bundesliga aktiv war. Dort blieb er allerdings nur eine Spielzeit und schloss sich im Sommer 1990 dem damaligen Bundesligisten EC Hedos München an, bei denen er ebenfalls eine Saison unter Vertrag stand. In München absolvierte der Stürmer 39 Spiele und erzielte dabei einen Scorerpunkt. 
Zur Saison 1991/92 konnten ihn die Verantwortlichen des EHC Essen-West von einem Engagement im Ruhrgebiet überzeugen. In der Folgezeit ging er drei Jahre für den EHC aufs Eis, ehe er sich für einen Wechsel zum Neusser EC entschied, die er allerdings bereits nach wenigen Wochen und sechs Einsätzen in der 1. Liga Nord verließ. Anschließend trug er das Trikot des Iserlohner EC in der damals zweithöchsten deutschen Liga, der 1. Liga. Beim IEC war Gailer auf dem Karrierehöhepunkt angelangt und erzielte in insgesamt 132 Ligaeinsätzen, 113 Scorerpunkte für die Sauerländer.
Während der Spielzeit 1998/99 verließ er den Iserlohner EC und schloss sich dem Ligakonkurrenten EHC Braunlage/Harz an. Weitere Karrierestationen in den folgenden Jahren waren die Moskitos Essen, der EHC Freiburg sowie der SC Riessersee, bei dem er 2004 im Alter von 32 Jahren seine aktive Eishockeykarriere beendete.

### Als Trainer
Nachdem Gailer seine Karriere als Eishockeyprofi beendete, trainierte er unter anderem im Jahr 2007 die erste Seniorenmannschaft des Regionalligisten EHC Dortmund. Damals vertrat er interimsweise den kurz zuvor entlassenen Headcoach Markus Scheffold. In der Folge erreichte er mit den Elchen den zweiten Platz in der Regionalliga-Pokalrunde. Gailer, der zuvor bereits im Nachwuchs der Dortmunder als Trainer aktiv war, kehrte zum Ende der Saison 2006/07 zurück in die Nachwuchsarbeit des EHC, wo er anschließend für einige Jahre die Juniorenmannschaft in der Bundesliga betreut.

## Karrierestatistik
(Legende zur Spielerstatistik: Sp oder GP = absolvierte Spiele; T oder G = erzielte Tore; V oder A = erzielte Assists; Pkt oder Pts = erzielte Scorerpunkte; SM oder PIM = erhaltene Strafminuten; +/− = Plus/Minus-Bilanz; PP = erzielte Überzahltore; SH = erzielte Unterzahltore; GW = erzielte Siegtore; 1 Play-downs/Relegation; Kursiv: Statistik nicht vollständig); 2nur Saison 1998/99; 3nur Saison 1990/91

## Familie
Georg Gailer spielte in Essen, Iserlohn, Braunlage und zuletzt bei Riessersee viele Jahre lang für Mannschaften, die von seinem Stiefvater Peter Gailer trainiert wurden.